# 49 aC

## Esdeveniments

### República Romana
- Luci Corneli Lèntul Crus i Gai Claudi Marcel Major són cònsols.
- El poblat de Verona és declarat municipi.
- S'inicia la segona guerra civil romana

## Necrològiques
- Gai Escriboni Curió (suïcidi)
- Xuan, emperador de la Xina durant la dinastia Han.
- Lucreci, poeta i filòsof romà.
- Zheng Ji